# Богметенко, Алексей Савельевич
Алексей Савельевич Богметенко (26 января 1930 года, село Черниговка, Российская империя — 9 января 2003 года, Холмск, Сахалинская область) — капитан среднего рыболовного морозильного траулера «Марково» Холмского управления морского рыболовного и зверобойного флота Министерства рыбного хозяйства СССР, Сахалинская область. Герой Социалистического Труда (1971).

## Биография
Родился в 1930 году в крестьянской семье в селе Черниговка (сегодня — Приморский край). С 1948 года — матрос на судах Управления тралового флота Сахалинского производственного объединения рыбной промышленности «Сахалинрыбпром» Главного управления «Дальрыба» Минрыбпрома СССР. По окончании в 1953 году курсов штурманов малого плавания назначен помощником капитана на судах транспортного и позднее — рыбоводческого флота. С 1953 года — капитан рыболовного сейнера «Омар», позднее — капитан РС-300 «Космонавт Комаров» и с 1970 года — капитан среднего морозильного рыболовного траулера «Марково» Холмского управления морского рыболовного и зверобойного флота Минрыбхоза СССР. В 1970 году окончил заочное отделение Сахалинского мореходного училища.
В 1967 году экипаж траулера «Марково» выловил 61,5 тысячи центнеров рыбы при плане 25,5 тысяч центнеров. В 1959 года было добыто 56 тысяч центнеров при плане 28 тысяч центнеров. Трудовые обязательства Восьмой пятилетки (1965—1970) были выполнены за два с половиной года. Указом Президиума Верховного Совета СССР от 26 апреля 1971 года «за выдающиеся успехи, достигнутые в выполнении заданий пятилетнего плана по развитию рыбного хозяйства» удостоен звания Героя Социалистического Труда с вручением ордена Ленина и золотой медали Серп и Молот.
Позднее работал начальником службы эксплуатации, капитаном-наставником в порту Холмской базы производственно-транспортного флота.
В 1971 году избирался депутатом Сахалинского областного, Холмского городского Советов народных депутатов, членом Сахалинского обкома и Холмского городского комитетов КПСС.
После выхода на пенсию проживал в Холмске Сахалинской области. Скончался в январе 2003 года.
Награды
- Герой Социалистического Труда
- Орден Ленина
- Орден Трудового Красного Знамени (13.04.1963)